# Derek Harrison
Derek Harrison (Birmingham, 5 de marzo de 1944 – Pernes-les-Fontaines, 15 de mayo de 2018) fue un ciclista británico. Compitió en la prueba de carrera en ruta y de contrarreloj por equipos en los Juegos Olímpicos de Tokio 1964 así como también en el Tour de Francia 1968 y 1969.

## Palmarés

### Ciclismo en ruta
1967
2º París-Troyes
1968
1º  Clasificación de la montaña de la Vuelta a Suiza
1969
Vencedor de una etapa Gran Premio de Midi Libre
1971
2º Gran Premio de Cannes
1972
3º Campeonato del Reino Unido de Ciclismo en Ruta
1973
3º Gran Premio de Mónaco

## Resultados en Grandes Vueltas
| Carrera | Carrera         | 1968 | 1969 |
| ------- | --------------- | ---- | ---- |
|         | Giro de Italia  | —    | —    |
|         | Tour de Francia | Ab.  | 32º  |
|         | Vuelta a España | —    | —    |